# Matança d'Atocha
La Matança d'Atocha fou un atemptat de la violència ultradretana en la transició espanyola comès al centre de Madrid la nit del 24 de gener de 1977. Va marcar la transició espanyola durant la nova etapa democràtica després de la mort del dictador Francisco Franco, i en l'actualitat fins a 24 pobles de Madrid, en els seus carrers i places, recorden les víctimes d'Atocha del número 55.
L'autoanomenat comando Roberto Hugo Sosa de l'Alianza Apostólica Anticomunista (Triple A) va entrar en un despatx d'advocats especialistes en dret laboral de Comissions Obreres (CCOO) i militants del Partit Comunista d'Espanya (PCE), encara il·legal a Espanya, situat en el número 55 del carrer d'Atocha, disparant contra els presents. Van matar cinc persones i deixaren quatre ferits. El diari italià Il Messaggero va indicar el març de 1984 que neofeixistes italians havien participat en la matança. Això va ser provat el 1990, quan un informe oficial italià relatava que Carlo Cicuttini, un neofeixista italià pròxim a l'organització Gladio (una xarxa clandestina anticomunista dirigida per l'OTAN), havia participat en la matança. Cicuttini havia escapat a Espanya on adoptà la nacionalitat espanyola, després de l'atemptat de Peteano de 1972, fet amb Vincenzo Vinciguerra.

## L'atemptat
Els terroristes, pel que sembla, buscaven el dirigent comunista Joaquín Navarro, dirigent del Sindicat de Transports de CCOO a Madrid, que havia convocat unes vagues que en bona part van desarticular a l'anomenada «màfia franquista del transport». En no trobar-lo, havia sortit una mica abans, van decidir matar als presents, concretament dos joves amb armes de foc, després de trucar al timbre del pis entre les 22:30 i 22:45 hores. Amb ells anava una tercera persona, encarregada de tallar els cables del telèfon i escorcollar els despatxos. En la mateixa nit persones desconegudes van assaltar també un despatx del sindicat UGT, que es trobava buit. A conseqüència dels trets van resultar morts els advocats Enrique Valdevira Ibáñez, Luis Javier Benavides Orgaz i Francisco Javier Sahuquillo Pérez del Arco; l'estudiant de dret Serafín Holgado de Antonio; i l'administratiu Ángel Rodríguez Leal. Van resultar greument ferits Miguel Sarabia Gil, Alejandro Ruiz Huertas, Luis Ramos Pardo i Dolores González Ruiz, casada amb Sauquillo, embarassada, que va perdre l'infant que esperava. Manuela Carmena, cofundadora del buffet i que en un futur esdevindria alcaldessa de Madrid, no va resultar ferida perquè era a les oficines que el despatx tenia unes cases més enllà.

## Legalització del PCE
El secretari general del partit comunista, Santiago Carrillo, havia tornat de l'exili el febrer de 1976 clandestinament, no obstant això anirà fent acte de presència per a forçar el reconeixement i legalització del PCE.
En els dos dies anteriors havien mort dues persones relacionades amb moviments d'esquerres, una a les mans de la mateixa Triple A i l'altra per un pot de fum llançat per la policia a curta distància durant una manifestació en protesta per la mort de la primera. A causa de tot això, es temia una reacció violenta que ajudés a desestabilitzar encara mes la transició política.
A l'enterrament hi van assistir més de cent mil persones, la primera manifestació multitudinària de l'esquerra després de la mort del General Franco, i va transcórrer sense incidents. Després es van produir vagues i mostres de solidaritat arreu del país, a més d'una aturada nacional de treballadors l'endemà de l'atemptat. En aquestes mostres de força es dona la paradoxa que les forces de seguretat fins i tot protegeixen als membres d'un partit il·legalitzat, cosa que contribuiria en bona part, fins i tot alguns ho consideren com el moment decisiu, a la legalització del partit després. El març, tres mesos després, la legalització s'oficialitza durant el dia conegut com a «Dissabte Sant Roig», per ser durant el dissabte de la Setmana Santa, festivitat catòlica per aprofitar i mitigar part de l'oposició política i militar en vacances. Pel febrer el govern d'Adolfo Suárez ja havien començat a legalitzar altres partits com el PSOE o el PNB.
La Matança d'Atocha fou potser el clímax o el moment més greu dels diferents successos violents que van succeir-se, posant en perill un canvi polític i social en el país, amb atemptats de l'organització ETA (responsable de 28 morts en 1977), el maoista GRAPO (en el mateix mes responsable de la mort de dos guàrdies civils i un policia nacional) o per exemple d'altres organitzacions com el Moviment per l'Autodeterminació i Independència de l'Arxipèlag Canari (MPAIAC). Al juny es convoquen les primeres eleccions generals democràtiques després de la dictadura franquista, en un ambient de gran efervescència o inquietud social i polític que a molts els va recordar la proclamació de la Segona República en 1931.

## Polèmiques captures
Els assassins, creient-se ben emparats pels seus contactes polítics, no es van prendre la molèstia de fugir de Madrid. Desconeixien que per al govern era una prioritat capturar-los, de tal manera que es confiés en el procés democràtic. En pocs dies, la Policia Nacional va detenir José Fernández Cerrá, Carlos García Juliá i Fernando Lerdo de Tejada en qualitat d'autors materials dels fets, i a Francisco Albadalejo Corredera -secretari provincial del sindicat vertical del transport, estretament vinculat amb la màfia del transport- com a autor intel·lectual. També van ser detinguts Leocadio Jiménez Caravaca per subministrar les armes i Gloria Herguedas, xicota de Cerrá, com còmplice. Durant el judici es va cridar a declarar coneguts dirigents de l'extrema dreta, com Blas Piñar i Mariano Sánchez Covisa. Els mateixos agents van declinar cobrar la recompensa per la seva captura.
Tanmateix, va haver-hi dubtes i polèmica de si no hi hauria algú amb més responsabilitat darrere els atemptats. La fugida de Lerdo de Tejada, que continua en parador desconegut a pesar que el seu delicte va prescriure en 1997, abans del judici durant un estrany permís penitenciari l'abril de 1979, va contribuir a aprofundir aquests dubtes que han perdurat fins a l'actualitat. Un altre dels encausats, Simón Ramón Fernández Palacios, va morir el 23 de gener de 1979. La majoria dels criminals eren pròxims a Fuerza Nueva i altres organitzacions polítiques d'extrema dreta.
L'Audiència Nacional va condemnar als acusats a un total de 464 anys de presó. José Fernández Cerdà i a Carlos García Juliá, autors materials dels fets a 193 anys de presó cadascun; 63 anys a Francisco Albadalejo Corredís (mort a la presó en 1985); 4 anys a Leocadio Jiménez Caravaca (mort en 1985 de càncer de laringe), i a Gloria Herguedas Herrando, a un any. Un dels ferits, Miguel Ángel Sarabia, comentava sobre això el 2005: Encara que ara sembli poca cosa, el judici dels assassins d'Atocha, el 1980 -malgrat l'arrogància dels acusats, amb camisa blava i molts assistents, també d'uniforme-, fou la primera vegada que l'extrema dreta va ser asseguda en la banqueta, jutjada i condemnada.
García Juliá es va escapolir també 14 anys després, al ser-li concedida la llibertat condicional amb encara pendents més de 3800 dies o uns 10 anys de presó. Seria detingut dos anys després a Bolívia, aquesta vegada per narcotràfic, i va ser tornat a Espanya després d'anys demanant l'extradició l'agost del 2019.
Fernández Cerrá fou posat en llibertat després de 15 anys en la presó; alguns el situen treballant en una empresa de seguretat. Jaime Sartorius, advocat de l'acusació particular, declararia anys després: «Falten els caps pensants. No ens van deixar investigar. Per a nosaltres, les investigacions apuntaven cap als serveis secrets, però només apuntaven. Amb això no vull dir res».
Després de les revelacions del primer ministre italià Giulio Andreotti a l'octubre 1990 sobre la xarxa Gladio, una organització secreta anticomunista durant la guerra freda, un informe del CESIS italià informava que Carlo Cicuttini havia participat en la matança d'Atocha
L'11 de gener de 2002, el Consell de Ministres va concedir la Gran Creu de l'Orde de Sant Ramon de Penyafort als tres advocats i l'estudiant morts, mentre que a Ángel Rodríguez Leal, com a administratiu, se li va atorgar la Creu de l'Orde de San Raimundo de Peñafort. Aquesta condecoració és la més alta distinció amb què la Justícia d'Espanya reconeix els qui han destacat al llarg de la seva vida pels seus mèrits professionals i humans al servei del Dret. El mes de desembre de 2005 morí Luis Ramos, un dels advocats ferits en l'atemptat. Els seus amics i la Fundació Advocats d'Atocha li rendiren un homenatge que se celebrà a l'Ateneo de Madrid el 14 de gener de 2006. Com a lema de l'homenatge va figurar la frase de Paul Éluard Si l'eco de la seva veu s'afebleix, morirem.

## Adaptacions
Els fets s'han adaptat al cinema per Juan Antonio Bardem el 1978, en la pel·lícula Siete días de enero.